# Antun Mažuranić
Antun Mažuranić, född 13 juni 1805 i Novi Vinodolski, död 18 december 1888 i Zagreb, var en kroatisk filolog. Han var bror till Ivan Mažuranić.
Mažuranić var först privatlärare, sedan gymnasielärare i Zagreb, och därefter direktor i Rijeka. Han var en av de äldsta nykroatiska författarna och en av förkämparna i den illyriska rörelsen. Han utgav en översikt över den fornkroatiska litteraturen (1855), kroatisk grammatik (1859), illyrisk läsebok (1856, med biträde av Matia Mesić och Adolfo Weber), ombesörjde upplagor av äldre författare och lämnade bidrag till åtskilliga tidskrifter.